# Azara (planta)
Azara es un género con 10 especies de plantas de flores perteneciente a la familia Salicaceae, nativo de regiones tropicales y templadas de Sudamérica. Azara estaba clasificada anteriormente en la familia Flacourtiaceae. 
Son arbustos o pequeños árboles que alcanzan 1-8 m de altura. Las hojas son alternas, en algunas especies pareadas, simples de 1-9 cm longitud y 0.5-5 cm de ancho. Las flores son pequeñas, amarillas o verdosas, fuertemente perfumadas con un cáliz 4-5 lobulado. El fruto es una fresa roja o negra. de 3-10 mm de diámetro. 
Varias especies se cultivan como planta ornamental para los jardines. 

## Especies
- Azara alpina
- Azara brumalis Gand.
- Azara celastrina
- Azara dentata Ruiz & Pav.
- Azara integrifolia
- Azara intermedia Gay
- Azara lanceolata
- Azara microphylla
- Azara petiolaris
- Azara salicifolia
- Azara serrata
- Azara uruguayensis

## Nombre común
Corcolén